# Sugden, Oklahoma
Sugden, Oklahoma (енгл. Sugden) град је у америчкој савезној држави Оклахома.

## Демографија
По попису из 2010. године број становника је 43, што је 16 (-27,1%) становника мање него 2000. године.
| Група             | 2000.      | 2010.      |
| Белци             | 49 (83,1%) | 32 (74,4%) |
| Афроамериканци    | 0 (0,0%)   | 0 (0,0%)   |
| Азијати           | 0 (0,0%)   | 0 (0,0%)   |
| Хиспаноамериканци | 6 (10,2%)  | 0 (0,0%)   |
| Укупно            | 59         | 43         |